# Omphale lugens
Omphale lugens är en stekelart som först beskrevs av Christian Gottfried Daniel Nees von Esenbeck 1834.  Omphale lugens ingår i släktet Omphale och familjen finglanssteklar. Arten är reproducerande i Sverige. Inga underarter finns listade i Catalogue of Life.